# Roxanne Roxanne
Pour les articles homonymes, voir Roxanne.
Pour plus de détails, voir Fiche technique et Distribution.
Roxanne Roxanne est un film dramatique et biographique américain écrit et réalisé par Michael Larnell et sorti en 2017.
Le film est basé sur la vie de la rappeuse américaine Roxanne Shanté.

## Synopsis
Elle a grandi dans un quartier difficile de New York dans les années 80 et est entrée dans l'histoire avec "Roxanne's Revenge". L'histoire de Roxanne Shanté.

## Fiche technique
- Titre original : Roxanne Roxanne
- Titre français : Roxanne Roxanne
- Réalisation : Michael Larnell
- Scénario : Michael Larnell
- Photographie : Federico Cesca
- Montage : Claudia Castello
- Musique : RZA
- Producteurs : Nina Yang Bongiovi, Mimi Valdes, Forest Whitaker, Pharrell Williams
- Pays d'origine : États-Unis
- Langue originale : anglais
- Format : couleur
- Genre : dramatique
- Durée : 98 minutes
- Dates de sortie :
  -  États-Unis : 22 janvier 2017 (Festival du film de Sundance)

## Distribution
- Mahershala Ali : Cross
- Nia Long : Ms. Peggy Gooden
- Cindy Cheung : Nurse Mitchell
- Elvis Nolasco : Ray
- Adam Horovitz :
- Tonye Patano : Ms. Denise
- Jermaine Crawford : Park Jam MC
- Eden Duncan-Smith : Latifa
- Curtiss Cook : Dave
- Jermel Howard : Roland
- Sean Ringgold : Keith
- Kevin Phillips : Marly
- Chanté Adams : Roxanne Shanté
- Cheryse Dyllan : Sparky Dee
- Mitchell Edwards : Tone
- Taliyah Whitaker : Roxanne Shanté jeune
- Charlie Hudson III : Mr. Magic
- Meryl Jones Williams : photographe
- Shenell Edmonds : Ranita
- Heather Simms : Ms. Gloria
- Barrington Walters Jr. : Mc Top Notch
- Dante E. Clark : Miles
- Lyric Hurd : Fastima
- Miles J. Harvey : Ronald
- Scott Martin : Knockout
- Nigel A. Fullerton : Biz Markie (comme Nigel Alexander Fullerton)
- Anthony Bisciello : Frank
- Angela Wildflower : Vanessa
- Drew Olivia Tillman : Monique
- Alphonso Romero Jones : Young Male (comme Alphonso Romero Jones II)
- Arnstar : MC Shan (comme Arn Star)
- Eddie K. Robinson : Venue Worker
- Abraham Infante : Raoul
- Melissa Joseph : Hooker
- Donovan Pierre Coleman : Little Cross
- Terrence Shingler : Big John